# Tatiana Korshunova
Tatiana Korshunova (Rámenskoye, URSS, 6 de marzo de 1956) es una deportista soviética que compitió en piragüismo en la modalidad de aguas tranquilas. 
Participó en los Juegos Olímpicos de Montreal 1976, obteniendo una medalla de plata en la prueba de K1 500 m. Ganó cuatro medallas en el Campeonato Mundial de Piragüismo entre los años 1974 y 1979.

## Palmarés internacional
| Juegos Olímpicos   | Juegos Olímpicos          | Juegos Olímpicos  | Juegos Olímpicos |
| Año                | Lugar                     | Medalla           | Competición      |
| ------------------ | ------------------------- | ----------------- | ---------------- |
| 1976               | Montreal (Canadá)         | Medalla de plata  | K1 500 m         |
| Campeonato Mundial |                           |                   |                  |
| Año                | Lugar                     | Medalla           | Competición      |
| 1974               | Ciudad de México (México) | Medalla de plata  | K4 500 m         |
| 1977               | Sofía (Bulgaria)          | Medalla de bronce | K1 500 m         |
| 1977               | Sofía (Bulgaria)          | Medalla de bronce | K4 500 m         |
| 1979               | Duisburgo (RFA)           | Medalla de plata  | K4 500 m         |